# Nebulosa Roja Quadrada
La Nebulosa Roja Quadrada és un objecte celeste situat a la zona del cel ocupat per l'estel MWC 922. Les primeres imatges d'aquesta nebulosa bipolar, preses pel telescopi Hale de l'Observatori Palomar i el telescopi Keck-2 en Mauna Kea, van ser fetes públiques a l'abril de 2007. És molt recognoscible per la seva forma quadrada, que d'acord amb l'astrofísic Peter Tuthill de la Universitat de Sydney, la fan un dels objectes celestes més simètrics mai descoberts.
L'explicació proposada per Tuthill i els seus col·laborador James Lloyd de la Universitat de Cornell és que aquesta forma sorgeix de dos cons de gasos expel·lits recentment, que curiosament formen angles rectes des del punt de vista de la Terra. Això també explica el "doble anell" vist en la supernova SN 1987A, vists des d'un altre angle. Això sembla indicar que l'estel MWC 922 podria esclatar també en forma de supernova.